# River Chor
Der River Chor ist ein Wasserlauf in Lancashire, England. Er ist zuerst im Südwesten der Anschlussstelle 8 des M61 motorway im Norden von Chorley sichtbar. Er fließt zunächst oberirdisch in südlicher Richtung, bevor er unter die Oberfläche verlegt wird. Er tritt im Osten des Astley Park erneut an die Oberfläche und fließt nun in westlicher Richtung zunächst durch den Park, um sich an dessen westlichem Ende nach Süden zu wenden. Er mündet schließlich im Westen von Chorley in den River Yarrow.